# Üstmamò (album 1993)
Üstmamò (II) è il secondo album studio dell'omonimo gruppo italiano; è stato pubblicato nel 1993.

## Tracce
1. Acant – 3:34
2. Tannomai – 4:30
3. Intetemp – 3:10
4. Electric – 2:10
5. Storto – 3:05
6. Acoustic – 1:02
7. Lepre (Cattura Della) – 5:52
8. Malinconici – 3:56
9. Killer Ghenga Radiostampa – 4:00
10. Cuore di Segatura – 3:44
11. Omaggio – 1:54
12. Rollamaffin – 3:00
13. Semplice Mente – 3:26
14. Mamme e Monti – 2:14
15. Annegherò nel Dolo – 2:35
16. Ageo – 4:05

## Formazione
- Mara Redeghieri - voce
- Ezio Bonicelli - violino, chitarra, voce
- Simone Filippi - chitarra, voce
- Luca Alfonso Rossi - basso, campionatore, voce

Turnisti:
- Alessandro Lugli - batteria